# إياد نصار
إياد نصار (مواليد 9 نوفمبر 1971) هو ممثل أردني.

## المشوار الفني

### المسلسلات
بدأ مشواره الفني مع مسلسل «عرس الصقر» عام 1998، ثم جاء بعده عدد من الأعمال الشهيرة، منها مسلسل امرؤ القيس الذي يتناول حياة الشاعر العربي الجاهلي الشهير، ومسلسل آخر أيام اليمامة، «والفرداوي»، و«الطريق الوعر» وغيرها. وكان له مسلسل كوميدي ساخر بعنوان «شو هالحكي»، وهو مسلسل يسخر من سلبيات المجتمع، قدّم أدوار مختلفة في هذا المسلسل بطريقة كوميدية.
بعد ذلك قام بدور الخليفة المأمون، في مسلسل أبناء الرشيد الذي تم عرضه في رمضان 2006، ورشح إياد نصار لجائزة أحسن ممثل في مهرجان القاهرة للإذاعة والتليفزيون عن هذا الدور، وفاز المسلسل نفسه بذهبية أفضل مسلسل في نفس المهرجان.
بعد مسلسل «الأمين والمأمون»، شارك في مسلسل الاجتياح، وهو مسلسل يناقش الاجتياح الإسرائيلي لمدينة جنين الفلسطينية، وكشف المسلسل بشاعة الممارسات الإسرائيلية ضد الفلسطينيين، وقدم فيه دور «خالد»، الشاعر والمناضل الفلسطيني الثائر، الذي يدرك الأبعاد التاريخية والسياسية للصراع العربي الإسرائيلي. فاز المسلسل بجائزة إيمي العالمية لعام 2008. كما قدم مسلسل «خاص جدا» مع الفنانة يسرا وقد قام بدور زياد خطيب ابنة يسرا في المسلسل.
جاء مسلسل «الحجاج» ليمثله نقلة فنية، عندما قام فيه بدور «طارق بن عمر»، أحد قادة الحجاج بن يوسف الثقفي، تلك الشخصية الأسطورية في التاريخ الإسلامي التي اشتهرت بقسوتها وجبروتها ودهائها، ولم يتردد في دوره هذا في الظهور بمظهر يختلف كثيرا عن مظهره من اجل إضفاء مزيد من الواقعية على دوره، بعد ذلك انتقل إلى مصر ليبدأ فيها مرحلة جديدة من مشواره الفني.
- بدأ مشواره الفني في مصر بمسلسل صرخة أنثى عام 2007، الذي لعب فيه شخصية الدكتور نبيل.
- قدم في رمضان 2008 مسلسل «طريق الخوف»، مع الفنانة غادة عبد الرازق، وقدّم فيه دور مهندس معماري يحيط به كثير من الغموض، ويحيا عشرات المشاعر والحالات المتناقضة، قبل أن ينكشف الستار أخيراً عن سره. كما قدم مسلسل «أيام الرعب والحب» وهو مسلسل يتحدث عن مشاكل الشباب وقدم فيه دور «صلاح» طالب الطب ورئيس اتحاد الطلبة الذي يساعد زملاءه على التغلب على مشكلاتهم في الإدمان أو مشاكلهم الاجتماعية.
- شارك في مسلسل أبو جعفر المنصور وقدم دور الخليفة عمر بن عبد العزيزالذي عرض في رمضان 2008.
- شارك في مسلسل الجماعة ولعب دور حسن البنا مؤسس جماعة الاخوان المسلمين. المسلسل من تأليف الكاتب وحيد حامد، وتم عرضه في رمضان 2010. كذلك قام بتصوير مسلسل «الوديعة والذئاب» مع الممثل باسم سمرة.
- في رمضان 2011، عُرض له مسلسل المواطن x، ويقوم فيه بدور ضابط بمباحث المخدرات، يحقق في جريمة قتل شاب يشتبه أنه تاجر مخدرات. وقد شاركه في البطولة: يوسف الشريف، ومحمود عبد المغني، وشيري عادل، وأروى جودة، عمرو يوسف، وأمير كرارة.
- في رمضان 2012، عُرض له مسلسل سر علني الذي يشاركه فبه البطولة الفنانة غادة عادل، والنجمة شويكار، والفنان أحمد فهمي والمطربة مايا نصري.
- في رمضان 2013، عرض له مسلسل موجة حارة الذي يشاركه فيه درة ورانيا يوسف وخالد سليم ومدحت صالح ومعالي زايد.
- في رمضان 2015، مثّل دور ضابط مصري في مسلسل حارة اليهود وتدور أحداث المسلسل حول الفترة التي أعقبت 23 يوليو وكيف كان شكل الحياة في حارة اليهود في مصر والأنشطة التي كانوا يمارسونها وتأثرهم بالأوضاع السياسية في البلاد.
- قام أيضا بالمشاركة في أول مسلسل بوليسي من نوعه وهو مسلسل «من الجاني»، وقام بدور ضابط يعمل مع زملائه لكشف ملابسات الحوادث التي يتم ابلاغهم عنها وقد لاقي دوره في هذا المسلسل استحسان الجمهور.
- في 2016 قدم مسلسل «اريد رجلا» من بطولته مع عدد من النجوم، ومسلسل قام ببطولته بالمشاركة مع خالد النبوي ورانيا يوسف وهو مسلسل «7 ارواح».
- في 2017 قدم مسلسل حجر جهنم وكان من بطولته بالمشاركة مع بطولة نسائية تشمل اروي جودة وشيرين رضا وكندة علوش وفي رمضان 2017 قدم عملا آخر قام ببطولته بالمشاركة مع اروي جودة وهو مسلسل «هذا المساء»
- في 2019 قدم مسلسل حواديت الشانزليزيه
- في 2020 قدم مسلسل النهاية بطولة الفنان يوسف الشريف وليالينا 80

### أفلام
كذلك قام بتصوير فيلم «100% حى» الذي تغير اسمه إلى «بصرة»، وهو فيلم من بطولته مع الفنان باسم سمرة، وإخراج أحمد رشوان، ويقدم فيه دور جديد عليه تماما من الناحية الفنية، وهو دور «حمادة»، مخرج إعلانات شاب من شبرا، تعلم اقتناص الفرص والقفز إلى الثروة من أقصر الطرق، وتدور أحداث الفيلم في فترة سقوط بغداد، وما صاحبها من تغيرات اجتماعية واقتصادية في العالم العربي.
أما الدور الأهم، والذي يعتبر بداية حقيقية لدخوله إلى تاريخ السينما في مصر، فهو دوره في أول فيلم سينمائي له، وهو فيلم أدرينالين، الذي يقوم ببطولته مع عدد من كبار نجوم السينما في مصر، وعلى رأسهم الفنان خالد الصاوى، والفنانة غادة عبد الرازق، ويقدم فيه دور ضابط شرطة من طراز خاص، والفيلم من إنتاج الشركة العربية للإنتاج والتوزيع السينمائي، ومن إخراج محمود كامل، ومن المنتظر عرضه في الموسم الصيفى.
كما شارك كضيف شرف في فيلم بنتين من مصر ويقوم بدور عريس.
كما عرضفيلم حفل زفاف في أول أبريل عام 2009 وهو يعتبر الفيلم السينمائي الثالث له إلا انه الأول الذي عرض في دور العرض والفيلم من إنتاج وبطولة الفنان محمد رياض وايوان ويشاركهم فيدرا وهيدى كرم وأحمد التهامى ومن إخراج أحمد يسرى. ويؤدي فيه دور مراد صاحب شركة مقاولات يذهب مع أصدقائه برحلة قبل زواج أحدهم وهناك تحدث مفأجاة تغير مجرى الأحداث.
وقام ببطوله فيلم (مصور قتيل)2012
كما وشارك في بطولة فيلم ساعة ونص الذي عرض في عيد الأضحى 2012.
كما شارك في عام 2019 كريم عبد العزيز وهند صبري في فيلم الفيل الازرق الجزء الثاني.
كما شارك في عام 2021 في فيلم موسى  وشارك في فيلم أصحاب ولا أعز عام 2022.

## أعماله

### الأفلام
- 2009: أدرينالين
- 2009: حفل زفاف
- 2010: بصرة
- 2010: بنتين من مصر
- 2011: 18 يوم
- 2012: مصور قتيل
- 2012: ساعة ونص
- 2016: يوم للستات
- 2017: شوكة وسكينة
- 2017: جواب اعتقال
- 2018: تراب الماس
- 2019: ولاد رزق 2
- 2019: كازابلانكا
- 2019: الممر
- 2019: الفيل الأزرق 2
- 2020: رأس السنة
- 2021: موسى
- 2021: مش أنا
- 2021: الكاهن
- 2022: أصحاب ولا أعز
- 2022: 11:11
- 2022: كيرة والجن
- 2022: الباب الأخضر
- 2023: المطاريد
- 2024: ولاد رزق 3
- 2025: المشروع إكس

### المسلسلات
- 1995: الفرداوي
- 1998: عرس الصقر
- 2000: الدرب الطويل
- 2001: أمواج الحلم والانتظار
- 2001: السقاية
- 2002: نجاتي وحرمه
- 2002: امرؤ القيس
- 2002: آخر الفرسان
- 2003: الحجاج
- 2004: شو هالحكي
- 2004: العدول
- 2005: الطريق الوعر
- 2005: آخر أيام اليمامة
- 2006: مدرسة الأستاذ بهجت
- 2006: أبناء الرشيد
- 2007: صرخة أنثى
- 2007: الاجتياح
- 2008: طريق الخوف
- 2008: أيام الرعب والحب
- 2008: أبو جعفر المنصور
- 2009: خاص جدا
- 2009: الوديعة والذئاب
- 2010: الجماعة
- 2011: وين ماطقها عوجة
- 2011: المواطن x
- 2012: سر علني
- 2013: موجة حارة
- 2015: من الجاني؟
- 2015: حارة اليهود
- 2015: أريد رجلا (ج1 وج2)
- 2016: 7 أرواح
- 2016: أفراح القبة
- 2017: هذا المساء
- 2017: حجر جهنم
- 2017: الجماعة 2
- 2019: كلبش 3
- 2019: حواديت الشانزليزيه
- 2020: نمرة اتنين
- 2020: ليالينا 80
- 2020: النهاية
- 2020: الاختيار
- 2020: الخوابي
- 2021: المشهد الأخير
- 2021: الاختيار 2
- 2022: الاختيار 3
- 2022: الكبير أوي 6
- 2022: وش وضهر
- 2023: تغيير جو
- 2023: ستهم
- 2024: صلة رحم
- 2024: ديبو
- 2024: إلا الطلاق
- 2024: مفترق طرق
- 2025: معاوية
- 2025: ظلم المصطبة

### الألعاب
- 2023: وقد شارك النجم ايضا في لعبة Assassins’s creed Mirage ولقد ادى فيها دبلجه صوت البطل في اللعبه

### الرسوم المتحركة
- 2016: الأزهر ج1
- 2018: ابن ماجد

## وصلات خارجية
- إياد نصار على موقع IMDb (الإنجليزية)
- إياد نصار على موقع قاعدة بيانات الأفلام العربية
- إياد نصار على موقع قاعدة بيانات الفيلم (الإنجليزية)
- إياد نصار على موقع أرشيف الشارخ.
- أحد الأخبار من جريدة الرياض